# بومباردييه سي آر جيه
بومباردييه سي آر جيه (Bombardier CRJ) أو سي آر جيه سيريس (CRJ Series) (لطائرة Canadair Regional Jet) هي عائلة من الطائرات النفاثة الإقليمية التي قدمتها شركة بومباردييه إيروسبيس في عام 1991. تم تصنيع «سي آر جيه» سابقًا بواسطة بومباردييه إيروسبيس مع تصنيع الجيل الأول من سي آر جيه، وهو سي آر جيه 100 / 200 (تم تقديمه في عام 1991) والجيل الثاني من سي آر جيه، سلسلة سي آر جيه 700 (تم تقديمه في عام 1999). تم الحصول على برنامج سي آر جيه من قبل شركة ميتسوبيشي للصناعات الثقيلة اليابانية (MHI RJ Aviation Group) في صفقة أغلقت في 1 يونيو 2020. أكملت بومباردييه بعد ذلك تجميع أوامر الشراء المتأخرة نيابة عن ميتسوبيشي.

## خلفية
تدعي بومباردييه أنها أنجح عائلة من الطائرات الإقليمية في العالم. بحلول أكتوبر 2018، تم تسليم 1,800 سي آر جيه. انتهى الإنتاج في ديسمبر 2020 بعد بناء 1945 طائرة.
تتكون العائلة من أجيال ونماذج / مشتقات الطائرات التالية:
- سي آر جيه100 / 200
  - CL-600-2B19 (سلسلة الطائرات الإقليمية 100/200/440) - بحد أقصى 50 مقعدًا للركاب
- سلسلة سي آر جيه700
  - CL-600-2C10 (سلسلة الطائرات الإقليمية 700/701/702) ، تم تسويقها على أنها سي آر جيه700 - بحد أقصى 78 مقعدًا للركاب
  - CL-600-2D15 (Regional Jet Series 705)، تم تسويقها على أنها سي آر جيه705 - بحد أقصى 75 مقعدًا للركاب
  - CL-600-2D24 (Regional Jet Series 900)، تم تسويقها على أنها سي آر جيه900 - بحد أقصى 90 مقعدًا للركاب
  - CL-600-2E25 (Regional Jet Series 1000)، تم تسويقها على أنها سي آر جيه1000 - بحد أقصى 104 مقاعد للركاب
  - في 6 فبراير 2019، أطلقت بومباردييه سي آر جيه550 ، بناءً على سي آر جيه700، مع 50 مقعدًا في ثلاث فئات.[5] طلبت شركة يونايتد إيرلاينز، العميل الذي تم إطلاقه، 50 طائرة مكونة من 10 درجة أولى، و 20 مقعدًا اقتصاديًا زائدًا و 20 مقعدًا اقتصاديًا، ليتم تسليمها في وقت لاحق في عام 2019.[6] - 50 مقعدًا للركاب

## تصفية
اعتبارًا من نوفمبر 2018، بعد قرارات بومباردييه ببيع "سي سيريوس" (CSeries) إلى إيرباص و «كيو سيريوس» (Q Series) إلى فايكنغ اير، كانت الشركة تبحث في «الخيارات الاستراتيجية» لإعادة سي آر جيه إلى الربحية. اشتبه المحللون في أنها قد تقرر الخروج من سوق الطائرات التجارية تمامًا وإعادة التركيز على طائرات رجال الأعمال.
في 25 يونيو 2019، تم الإعلان عن صفقة لبيع برنامج سي آر جيه لشركة ميتسوبيشي للصناعات الثقيلة، الشركة الأم لشركة شركة ميتسوبيشي للطائرات التي تطور سبيس جت. كان لشركة ميتسوبيشي مصلحة تاريخية في برنامج سي آر جيه، بعد أن بحثت عن خيارات مشاركة المخاطر مع بومباردييه، وكان من المتوقع في وقت ما أن تحصل على حصة في المشروع خلال التسعينيات. توقف بومباردييه عن القيام بعمليات بيع جديدة. سيستمر إنتاج سي آر جيه في Mirabel حتى اكتمال تراكم الطلبات الحالي، مع التسليم النهائي المتوقع في النصف الثاني من عام 2020. الصفقة تشمل شهادة النوع لسلسلة CRJ. تعمل بومباردييه مع كندا للنقل لفصل شهادة سي آر جيه عن شهادة تشالنجر.
تم تأكيد إغلاق الصفقة في 1 يونيو 2020، مع نقل أنشطة خدمة ودعم بومباردييه إلى شركة جديدة مقرها مونتريال، وهي MHI RJ Aviation Group. لم تقم MHI RJ بإعادة تسمية الطائرة، ويشير موقعها الإلكتروني ببساطة إلى سلسلة سي آر جيه.
تم إنتاج بومباردييه سي آر جيه الأخيرة، وهي سي آر جيه-900، وتم الانتهاء من الإنتاج وتم تسليمها إلى سكاي ويست ايرلاينز في 28 فبراير 2021.

## مواصفات

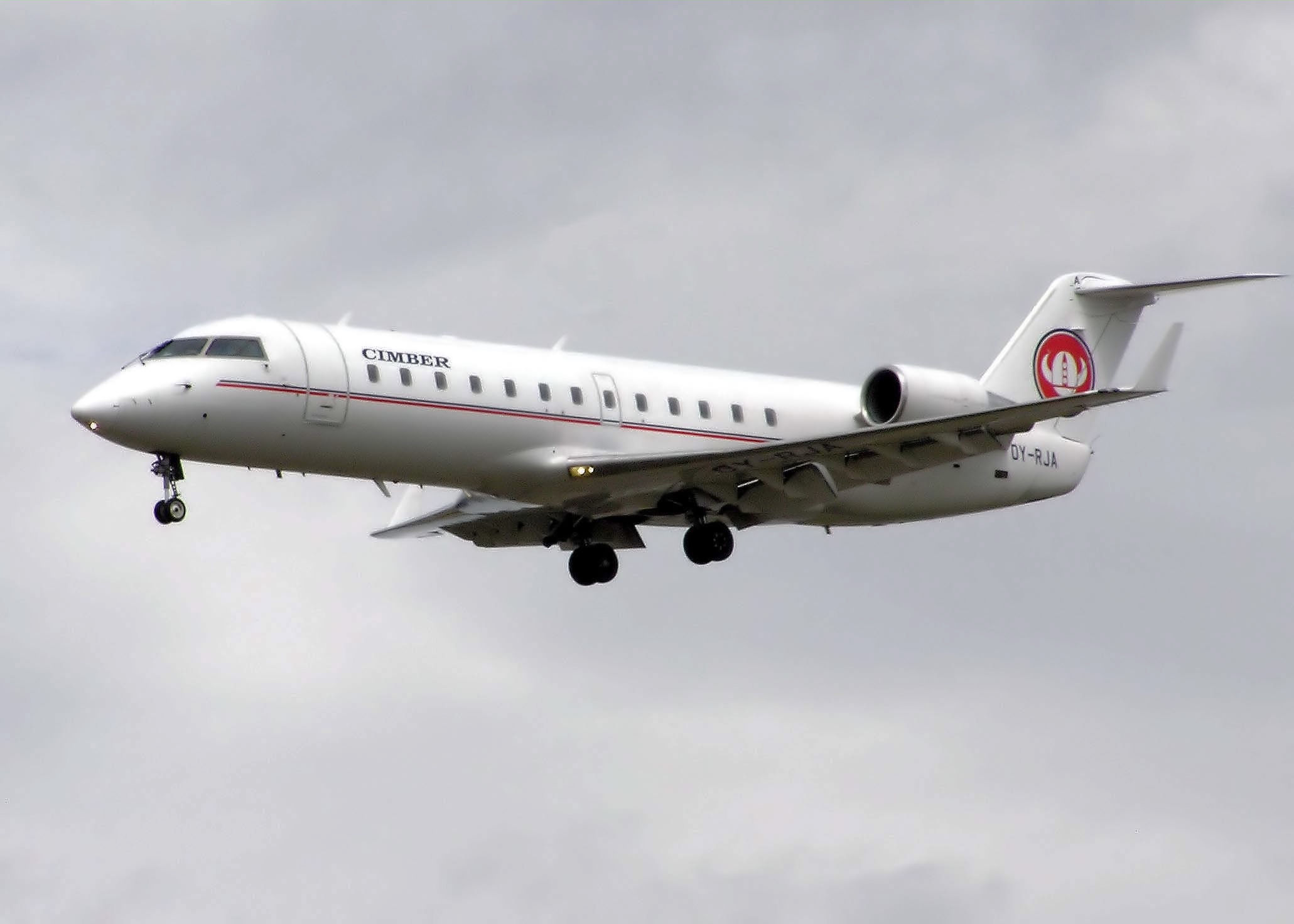
سيمبر اير سي آر جيه-200

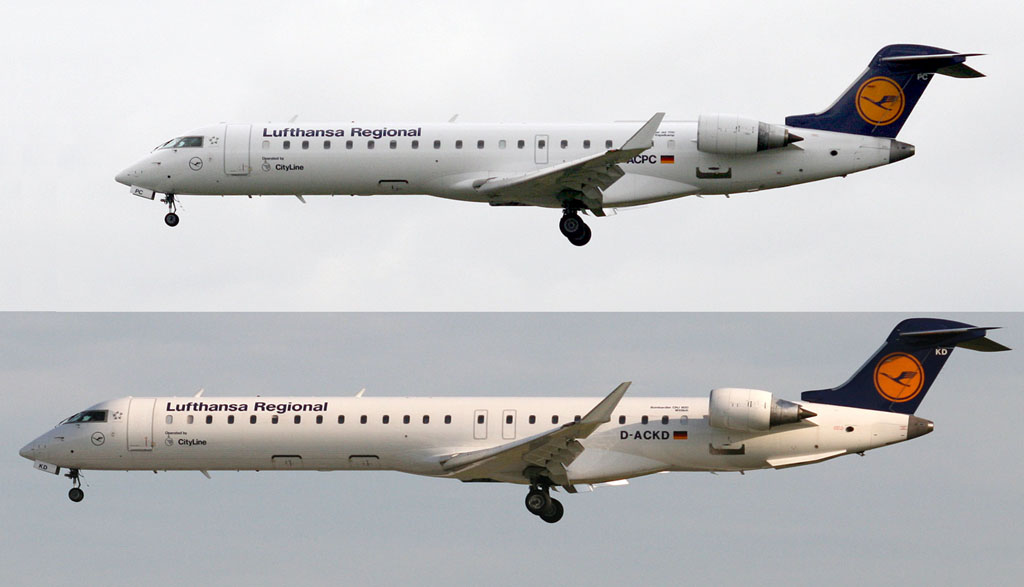
سي آر جيه-700 (أعلى) و سي آر جيه-900 (أسفل)

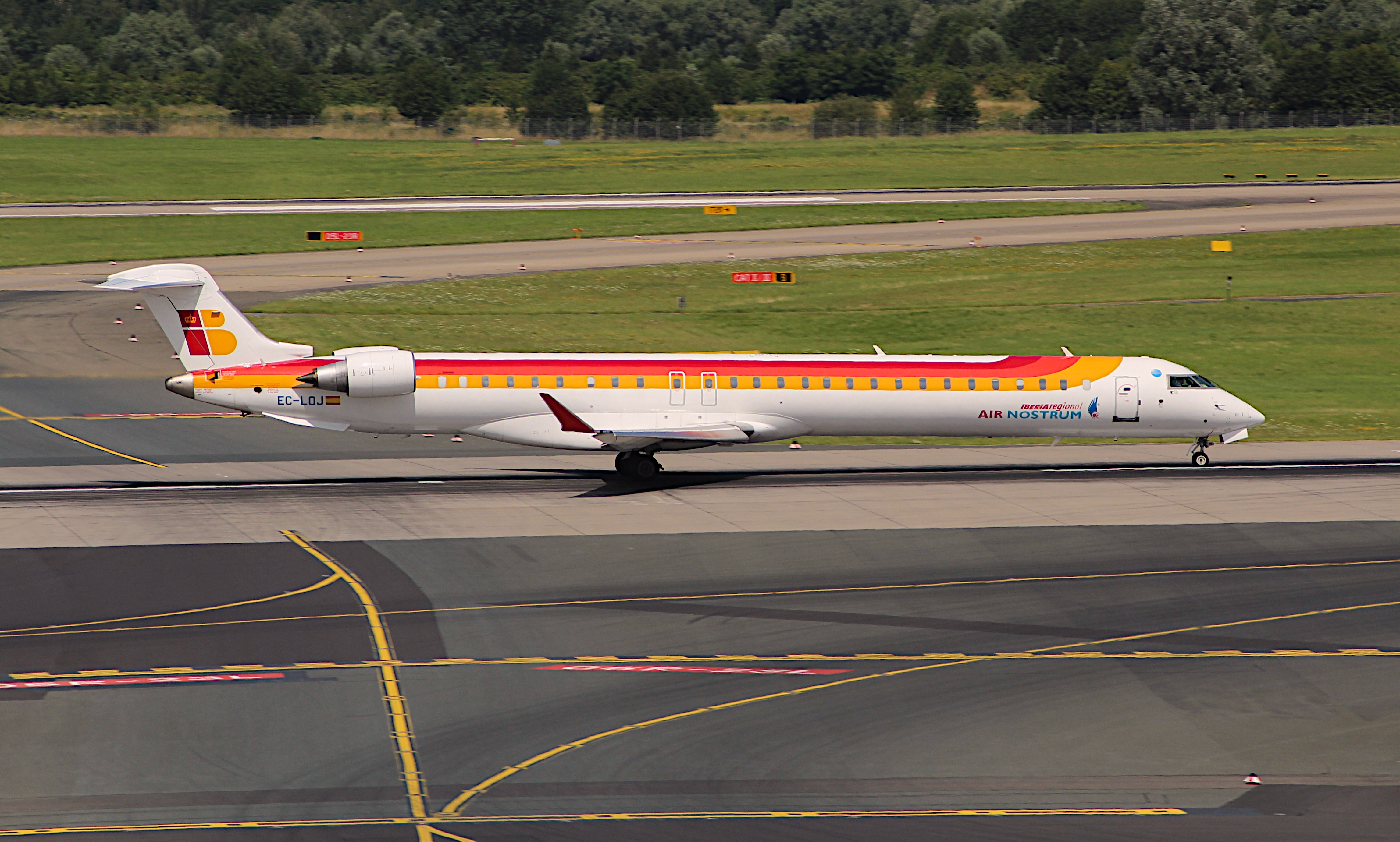
حذاء Air Nostrum سي آر جيه-1000

| متغير                     | سي آر جيه-100/200                        | سي آر جيه-700                                | سي آر جيه-900                                | سي آر جيه-1000                               |
| ------------------------- | ---------------------------------------- | -------------------------------------------- | -------------------------------------------- | -------------------------------------------- |
| طاقم                      | قمرة القيادة: 2، الكابينة: 1-3           | قمرة القيادة: 2، الكابينة: 1-3               | قمرة القيادة: 2، الكابينة: 1-3               | قمرة القيادة: 2، الكابينة: 1-3               |
| جلوس                      | 50                                       | 66-78                                        | 81-90                                        | 97-104                                       |
| طول                       | 87 قدمًا و 10 بوصة / 26.77 مترًا           | 106 قدمًا 1 بوصة / 32.3 مترًا                  | 118 قدمًا و 11 بوصة / 36.2 مترًا               | 128 قدمًا 5 بوصة / 39.1 مترًا                  |
| ارتفاع                    | 20 قدمًا 8 بوصة / 6.22 مترًا               | 24 قدمًا و 10 في / 7.6 م                      | 24 قدم 7 في / 7.5 م                          | 24 قدم 7 في / 7.5 م                          |
| جناحيها                   | 69 قدمًا و 6 بوصة / 21.21 مترًا            | 76 قدمًا 3 بوصة / 23.2 مترًا                   | 81 قدم 7 في / 24.9 م                         | 85 قدمًا و 11 بوصة / 26.2 مترًا                |
| جناح الطائرة              | 520.4 قدم مربع / 48.35 متر مربع          | 760 قدمًا مربعًا / 70.6 مترًا مربعًا             | 765 قدمًا مربعًا / 71.1 مترًا مربعًا             | 833 قدمًا مربعًا / 77.4 مترًا مربعًا             |
| قطر جسم الطائرة           | 8 قدم 10 بوصة / 2.7 م                    | 8 قدم 10 بوصة / 2.7 م                        | 8 قدم 10 بوصة / 2.7 م                        | 8 قدم 10 بوصة / 2.7 م                        |
| وزن إقلاع أقصى            | 53000 رطل / 24,041 كغم (LR)              | 75000 رطل / 34019 كغم                        | 84500 رطل / 38330 كغم                        | 91800 رطل / 41640 كغم                        |
| تعمل فارغة                | 30500 رطل / 13835 كلغ                    | 44,245 رطل (20,069 كـغ)                      | 48,160 رطل (21,845 كـغ)                      | 51,120 رطل (23,188 كـغ)                      |
| أقصى حمولة                | 13500 رطل / 6,124 كلغ                    | 18,055 رطل / 8190 كلغ                        | 22.590 رطل / 10247 كغم (LR)                  | 26380 رطل / 11966 كلغ                        |
| ماكس الوقود               | 14,305 رطل (6,489 كـغ)                   | 19595 رطل / 8888 كغم                         | 19595 رطل / 8888 كغم                         | 19.450 رطل / 8,822 كغم                       |
| محركات (2x)               | GE CF34 -3A1 / 3B1                       | GE CF34-8C5B1                                | GE CF34-8C5                                  | GE CF34-8C5A1                                |
| دفع الإقلاع (2x)          | 8729 رطل من القوة / 38.84 كيلو نيوتن     | 13790 lbf / 61.3 كيلو نيوتن                  | 14.510 رطل من القوة / 64.5 كيلو نيوتن        | 14.510 رطل من القوة / 64.5 كيلو نيوتن        |
| رحلة بحرية                | م 0.74-0.81، 785–860 كم/س (424–464 عقدة) | M0.78-0.825، 447-473 عقدة، 829-876 كم / ساعة | M0.78-0.825، 447-473 عقدة، 829-876 كم / ساعة | M0.78-0.825، 447-473 عقدة، 829-876 كم / ساعة |
| يشتمل على                 | 1,650-1,700 نمي / 3,056-3,148 كم (LR)    | 1400 ميل بحري / 2593 كم                      | 1550 ميل بحري / 2871 كم                      | 1650 ميل بحري / 3056 كم                      |
| سقف                       | 41000 قدم / 12497 م                      | 41000 قدم / 12497 م                          | 41000 قدم / 12497 م                          | 41000 قدم / 12497 م                          |
| الإقلاع (MTOW ، SL ، ISA) | LR: 6290 قدمًا / 1920 مترًا (LR)           | 5265 قدم / 1605 م                            | 5820 قدمًا / 1770 مترًا                        | 6670 قدمًا / 2030 مترًا                        |
| الهبوط (MLW ، SL)         | 4850 قدم / 1,480 م                       | 5040 قدمًا / 1540 مترًا                        | 5360 قدمًا / 1630 مترًا                        | 5740 قدمًا / 1750 مترًا                        |
| نوع الايكاو               | سي آر جيه1 / سي آر جيه2                  | سي آر جيه7                                   | سي آر جيه9                                   | سي آر جيهX                                   |